# Strychnos pubiflora
Strychnos pubiflora är en tvåhjärtbladig växtart som beskrevs av Krukoff. Strychnos pubiflora ingår i släktet Strychnos och familjen Loganiaceae. Inga underarter finns listade i Catalogue of Life.